# 卡爾頓縣
卡爾頓縣（英語：Carlton County）是美国明尼蘇達州東部的一個縣，東南鄰威斯康辛州，面積2,267平方公里。根據2020年美國人口普查，共有人口36,207人。縣治卡爾頓（Carlton）。該縣成立於1857年5月23日。縣名紀念一位名為魯本·卡爾頓（Reuben B. Carlton）的早期定居者。